# Obelisco da Avenida Rio Branco (Rio de Janeiro)
O Obelisco da Avenida Rio Branco ou obelisco do Rio de Janeiro é um monumento na Avenida Rio Branco, no Rio de Janeiro.

## História
O obelisco foi, originalmente, inaugurado em 1906 como um presente que o empresário do setor de construção civil, Antônio Januzzi, ofertou à cidade e o autor do monumento foi Eduardo de Sá.